# Abraham Lincoln, chasseur de vampires (film)
Pour le roman d'origine, voir Abraham Lincoln, chasseur de vampires.
Ne doit pas être confondu avec Vampire Hunter D : Chasseur de vampires.
Pour plus de détails, voir Fiche technique et Distribution.
Abraham Lincoln, chasseur de vampires (Abraham Lincoln: Vampire Hunter) est un film américain coécrit, produit et réalisé par Timur Bekmambetov, sorti en 2012. Il s'agit de l'adaptation du roman homonyme de Seth Grahame-Smith.
La vie du seizième président des États-Unis Abraham Lincoln est allégoriquement dépeinte dans le roman et dans le film. La lutte contre l'esclavage, jusqu'à son abolition le 1er janvier 1863, est le prétexte à cette fiction qui dépeint Abraham Lincoln sous les traits d'un chasseur de vampires.

## Synopsis
En 1818, Abraham Lincoln vit dans l'Indiana avec ses parents Thomas et Nancy, qui travaillent dans une plantation appartenant à Jack Barts. Là, Lincoln se lie d'amitié avec un jeune garçon afro-américain, William Johnson, et intervient lorsque Johnson est battu par un esclavagiste. Pour cette raison, Thomas est licencié. Cette nuit-là, Lincoln voit Barts entrer par effraction dans leur maison et attaquer Nancy, qui tombe malade et meurt le lendemain.
Neuf ans plus tard, Lincoln attaque Barts sur les quais pour se venger, mais découvre qu'il est un vampire. Avant que Barts ne puisse le tuer, Lincoln est sauvé par Henry Sturges, qu'il avait rencontré plus tôt dans un bar. Sturges propose d'apprendre à Lincoln à devenir un chasseur de vampires et il accepte. Après une décennie de formation, ils se rendent à Springfield Capitale de l'Illinois. Sturges explique que les vampires d'Amérique descendent d'Adam, un puissant vampire qui possède une plantation à la Nouvelle-Orléans avec sa sœur Vadoma. Sturges révèle que la faiblesse des vampires est l'argent et lui présente une montre de poche en argent.
À Springfield, Lincoln commence à chasser les vampires nommés dans les lettres de Sturges, se lie d'amitié avec le commerçant Joshua Speed et rencontre Mary Todd. Bien que Sturges le prévienne de nouer des relations étroites, Lincoln développe des sentiments amoureux pour Mary. Plus tard, Lincoln réussit à trouver et à tuer Barts, mais pas avant d'avoir appris que Sturges est également un vampire. Lincoln confronte Sturges, qui révèle qu'Adam l'a transformé et a tué sa femme, car il était impur, et elle ne l'était pas. Les vampires ne peuvent pas s'entre-tuer, donc Sturges a besoin de chasseurs comme Lincoln pour se venger. Se sentant trahi, Lincoln abandonne sa mission, mais ses actions ont été remarquées par Adam, qui le capture après l'avoir attiré dans un piège en kidnappant Johnson. Adam tente de le recruter pour sa cause visant à transformer l'Amérique en une nation de morts-vivants, mais Lincoln refuse avant que les deux ne soient sauvés par Speed.
Lincoln épouse Mary Todd et commence sa carrière politique en faisant campagne pour l'abolition de l'esclavage, malgré l'avertissement de Sturges selon lequel la traite des esclaves maintient les vampires sous contrôle car ils sont leur source de nourriture. Après l'élection de Lincoln à la présidence des États-Unis d'Amérique, il s'installe à la Maison Blanche avec Mary, où ils ont un fils, William Wallace Lincoln, qui est ensuite mordu par Vadoma en représailles et meurt.
Après que le président confédéré Jefferson Davis a convaincu Adam de déployer ses vampires sur les lignes de front, Lincoln ordonne la confiscation de tout l'argent disponible pour le fondre et le transformer en armes en argent. Speed trahit apparemment Lincoln en informant Adam du train transportant ces armes, qu'Adam attaque ensuite en mettant le feu à un pont. Pendant le combat, Speed est tué et Adam apprend que le train ne contient que des pierres, révélant que la trahison de Speed était une ruse pour attirer Adam dans un piège. Lincoln utilise sa montre pour frapper Adam, le tuant, avant de s'échapper avec Sturges et Johnson alors que le pont en feu sous le train s'effondre.
Pendant ce temps, Mary et les ex-esclaves ont transporté l'argent jusqu'à Gettysburg via le chemin de fer clandestin. Alors qu'elle livre l'argent à l'armée, Mary reconnaît Vadoma et la tue en tirant sur un collier en argent portant l'épée d'un des soldats de plomb de William. Armés d'armes en argent, les soldats de l'Union détruisent les vampires et inversent la tendance.
Près de deux ans plus tard, le 14 avril 1865, Lincoln célèbre la fin de la guerre. Sturges l'informe que les vampires restants ont fui le pays et tente de le convaincre de devenir un vampire. Lincoln refuse avant de partir avec Mary pour une pièce de théâtre.
Dans les temps modernes, Sturges s'approche d'un homme dans un bar de Washington, D.C., tout comme il l'a fait autrefois avec Abraham.

## Fiche technique
- Titre original : Abraham Lincoln: Vampire Hunter
- Titre français : Abraham Lincoln, chasseur de vampires
- Réalisation : Timur Bekmambetov
- Scénario : Simon Kinberg[1] et Seth Grahame-Smith d'après son roman homonyme
- Musique : Henry Jackman
- Direction artistique : Beat Frutiger et Mara LePere-Schloop
- Décors : François Audouy
- Costumes : Varvara Avdyushko et Carlo Poggioli
- Photographie : Caleb Deschanel
- Montage : William Hoy
- Effets spéciaux : Spectrum Effects
- Production : Timur Bekmambetov, Tim Burton et Jim Lemley
- Sociétés de production : Bazelevs, Tim Burton Productions et RatPac-Dune Entertainment
- Sociétés de distribution : 20th Century Fox (France)
- Budget : 69 millions de dollars[2]
- Pays de production :  États-Unis
- Langue originale : anglais
- Format : couleur — 2,35 : 1 — Dolby Datasat
- Genre : fantastique
- Durée : 105 minutes
- Dates de sortie[3] : 
  - Canada, États-Unis : 22 juin 2012
  - Belgique : 11 juillet 2012
  - France : 8 août 2012
  - Espagne : 31 août 2012
- Classification :
  - France : interdit aux moins de 12 ans

## Distribution
- Benjamin Walker (VF : Rémi Bichet ; VQ : Alexandre Fortin) : Abraham Lincoln[4],[5]
- Mary Elizabeth Winstead (VF : Julie Cavanna ; VQ : Geneviève Désilets) : Mary Todd Lincoln, l'épouse d'Abraham Lincoln
- Jimmi Simpson (VF : Yoann Sover ; VQ : Frédéric Desager) : Joshua Speed
- Dominic Cooper (VF : Jérôme Cachon ; VQ : Claude Gagnon) : Henry Sturgess
- Rufus Sewell (VF : Xavier Fagnon ; VQ : Sylvain Hétu) : Adam, le vampire
- Anthony Mackie (VF : Christophe Peyroux ; VQ : Daniel Roy) : William H. Johnson
- Robin McLeavy (VF : Brigitte Virtudes) : Nancy Lincoln, la mère d'Abraham Lincoln
- Marton Csokas (VF : Boris Rehlinger ; VQ : Daniel Picard) : Jack Barts
- Alan Tudyk (VF : Nicolas Marié) : Stephen A. Douglas (non crédité au générique)
- Cameron M. Brown : Willie Lincoln, le fils d'Abraham Lincoln
- Joseph Mawle (VF : Alexis Victor) : Thomas Lincoln
- Erin Wasson (VF : Armelle Gallaud ; VQ : Christine Bellier) : Vadoma

Sources et légendes : Version française (VF) sur Voxofilm, RS Doublage et Allodoublage; Version québécoise (VQ) sur Doublage.qc.ca'

## Production

### Développement

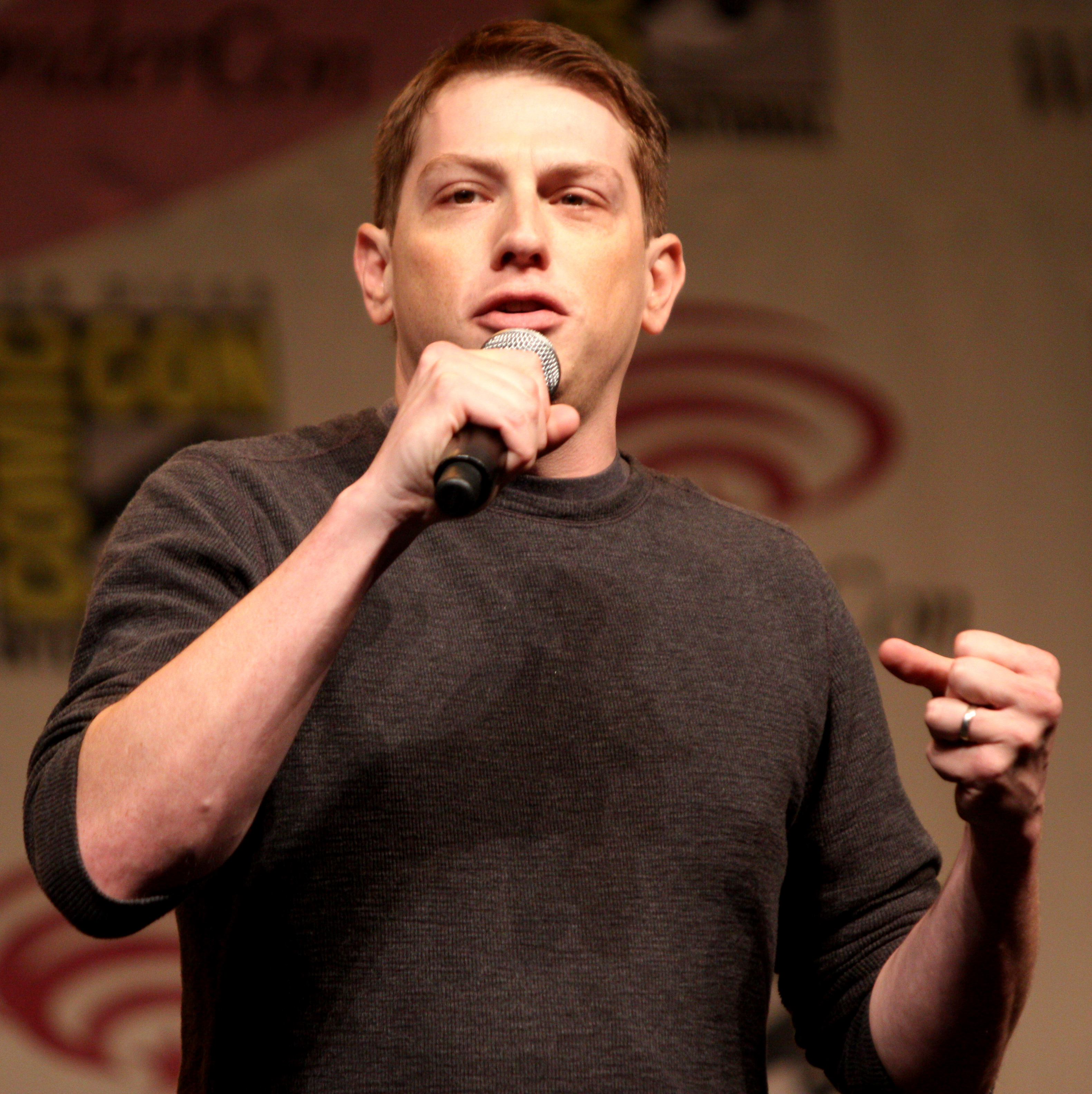
Seth Grahame-Smith au WonderCon 2012.

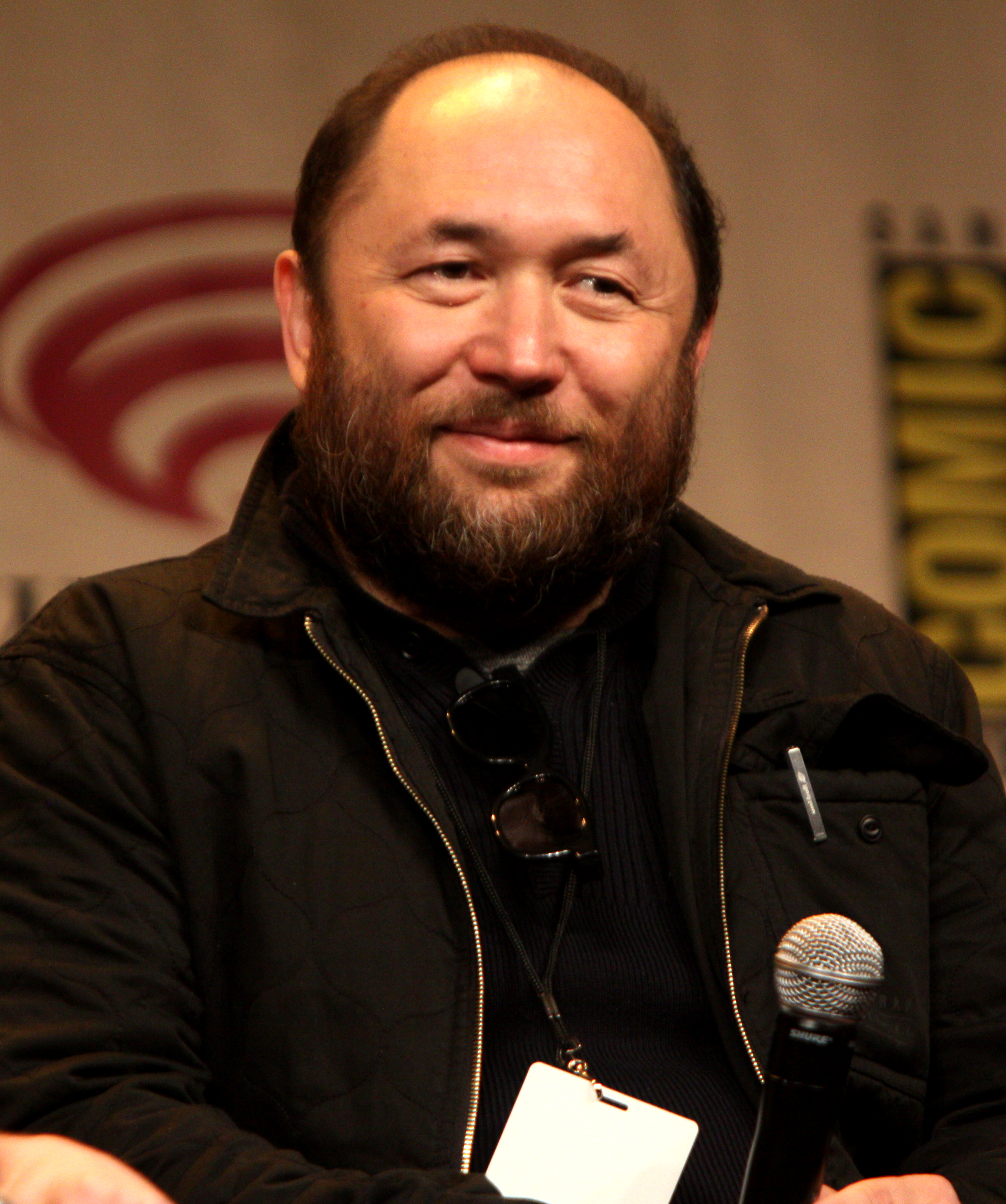
Timur Bekmambetov au WonderCon 2012.

Alors que le roman Abraham Lincoln, chasseur de vampires de Seth Grahame-Smith vient de sortir en mars 2010, le projet de film est immédiatement annoncé, lorsque Tim Burton et Timur Bekmambetov se déclarent intéressés par l'achat des droits d'adaptation du roman et le financement de sa production. Timur Bekmambetov en est le réalisateur, et l'auteur du livre est engagé à écrire le scénario.
À vrai dire, selon Los Angeles Times, les producteurs Tim Burton et Jim Lemley ont contacté l'écrivain qui est alors sur le point d'écrire cette fiction avec l'idée d'en faire un film, l'auteur leur avoue son intérêt relatif à l'écriture du scénario : « J'étais en train d'écrire le livre en sachant que j'allais écrire pour le film après que j'eus écrit le livre. C'était bizarre ». Le roman achevé, Tim Burton est très enthousiaste à l'idée du film parce qu'il « voulait juste voir ce film ».
En octobre, la 20th Century Fox remporte finalement les droits du film, et fait un plan détaillé au sujet de la production du film, son marketing, etc..

### Attribution des rôles

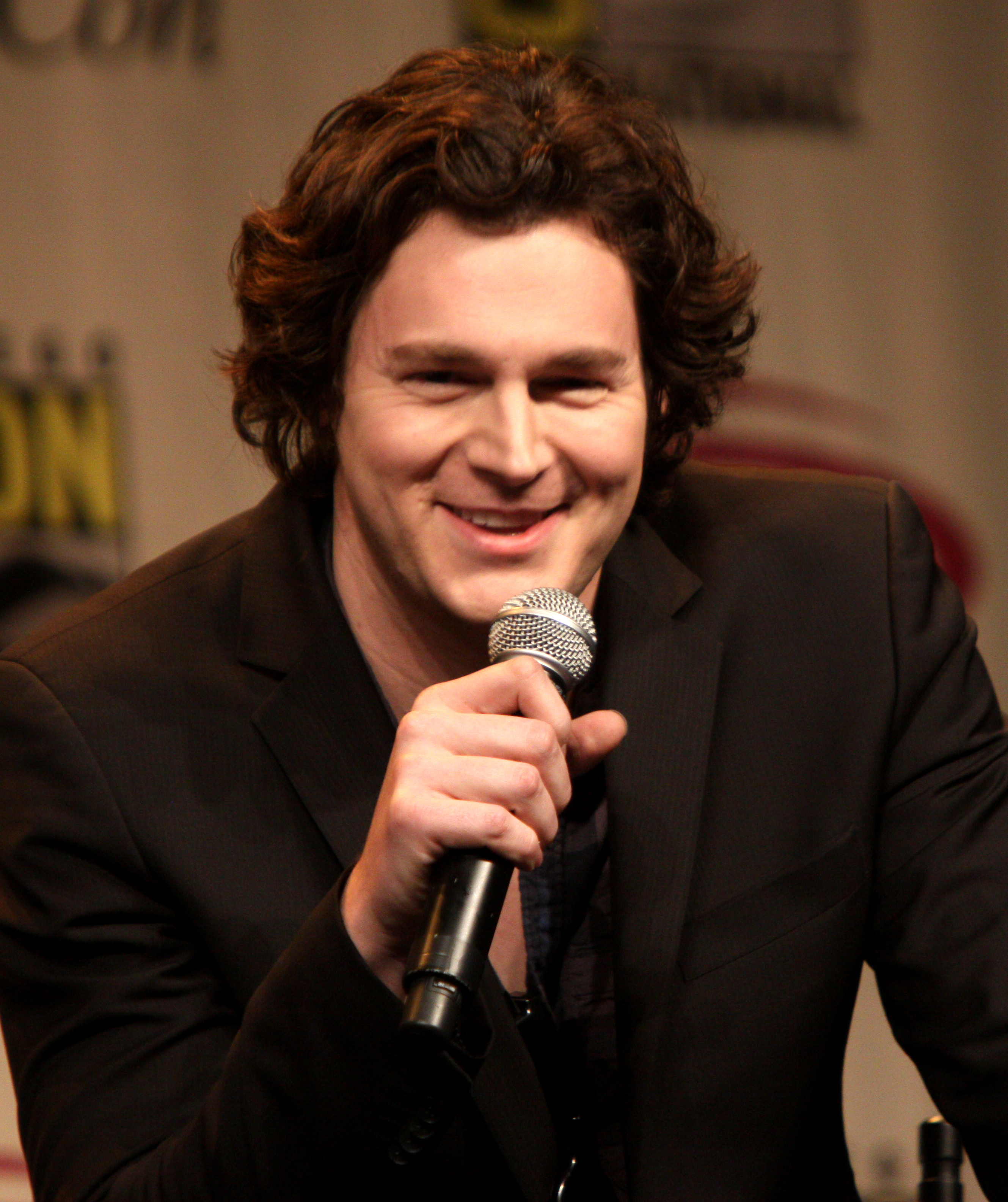
Benjamin Walker au WonderCon 2012 en mars 2012.

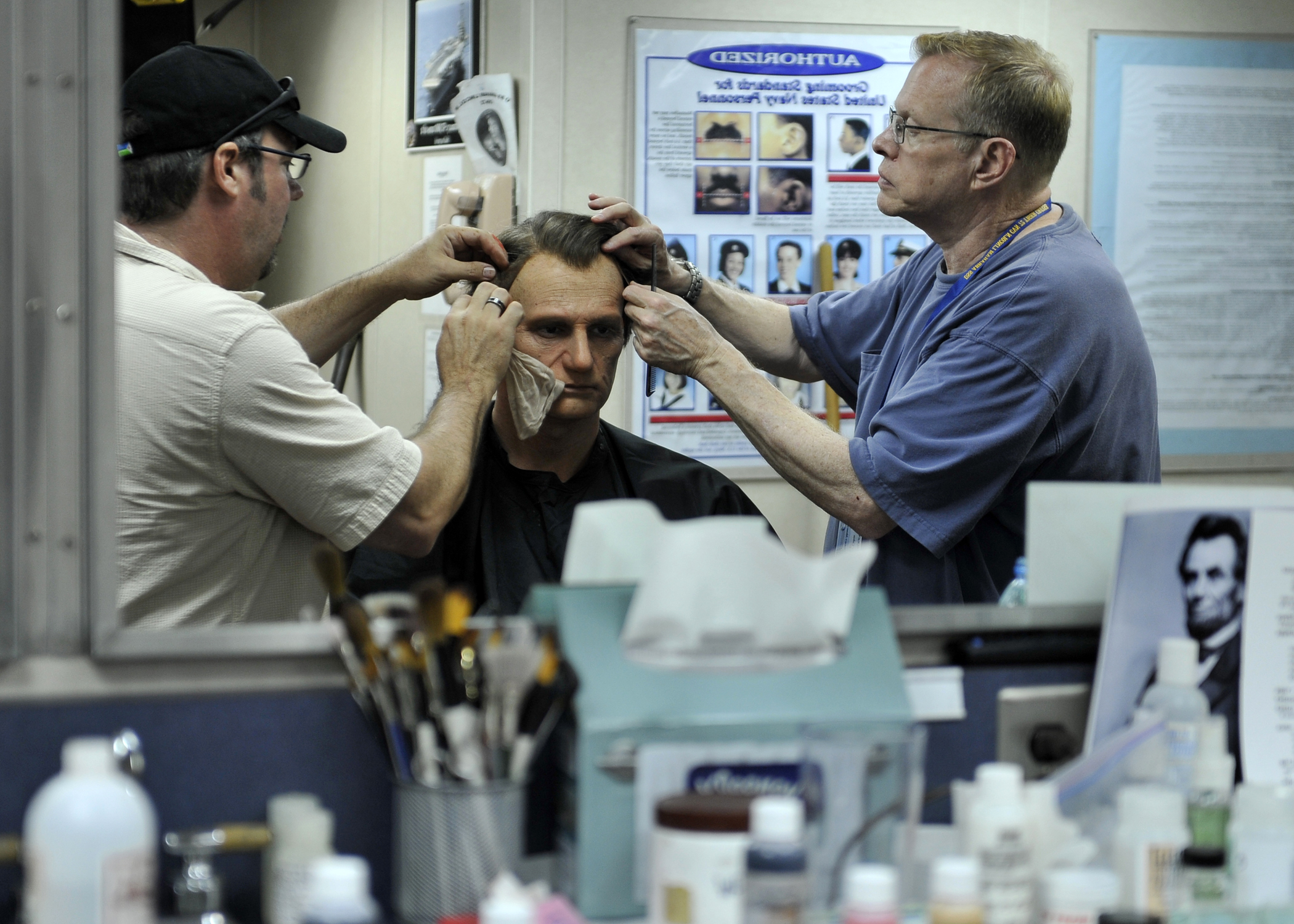
Benjamin Walker en plein maquillage au printemps 2012.

Parmi Adrien Brody, Tom Hardy, Eric Bana, Timothy Olyphant, Josh Lucas, Rob Huebel, James D'Arcy et Oliver Jackson-Cohen, le réalisateur a choisi Benjamin Walker, en janvier 2011, qui avait le bon physique pour endosser le rôle du seizième président des États-Unis. Les maquilleurs prothésistes Greg Cannom et Will Huff ont dû lui faire une sculpture d'Abraham Lincoln pour animer le visage du personnage pendant six heures,.
Fin janvier 2011, les rumeurs depuis le magazine britannique Deadline annonçaient que Joaquin Phoenix désirait être le vampire Henry Sturgess,, le mentor du président, un des personnages principaux dans le roman, mais c'est Dominic Cooper qui en prend le relais.
Mary Elizabeth Winstead interprète officiellement l'épouse du président Mary Todd Lincoln, en février. Ce rôle a été prévu pour Robin McLeavy qui devient finalement quelques jours la mère d'Abraham Nancy Hanks Lincoln au début de mars. Alan Tudyk a été choisi par le réalisateur pour le rôle de Stephen A. Douglas, homme politique de l'Illinois, qui fera face à Abraham Lincoln lors des élections sénatoriales de 1858 dans l'Illinois, avant d'être lui-même défait, en tant que candidat démocrate dans le Nord, à l'élection présidentielle de 1860.
Pour incarner le grand méchant vampire nommé Adam, Rufus Sewell s'est vu confier ce rôle en avril,.

### Tournage
Le budget étant 69 000 000 de dollars, le tournage a débuté le 14 mars 2011, dans le Vieux Carré français de La Nouvelle-Orléans et à Covington en Louisiane et s'est achevé le 30 juin 2011.
À travers le premier teaser lancé en février 2012, l'investiture d'Abraham Lincoln en tant que seizième président au-devant du Capitole des États-Unis en pleine construction à Washington y est remarquablement visible et identique à la photographie de Benjamin Brown French, prise le 4 mars 1861.

### Musique
La bande originale du film du même titre est entièrement composée par Henry Jackman, sortie en juin 2012.
À noter que le morceau Powerless du groupe Linkin Park, venant de leur album Living Things sorti en 2012, a été choisi pour la promotion du trailer officiel et y fut présenté comme la première chanson, suivie The Rampant Hunter de Henry Jackman. Toutefois, la chanson n'est finalement pas présente dans cette bande originale.
| 1.    | Childhood Tragedy         | Henry Jackman | 0:54 |
| 2.    | Vampires                  | Henry Jackman | 3:06 |
| 3.    | What Do You Hate?         | Henry Jackman | 1:15 |
| 4.    | Power Comes from Truth    | Henry Jackman | 2:29 |
| 5.    | You Are Full of Surprises | Henry Jackman | 1:15 |
| 6.    | Mary Todd                 | Henry Jackman | 1:56 |
| 7.    | The Horse Stampede        | Henry Jackman | 3:15 |
| 8.    | Henry Sturgess            | Henry Jackman | 0:55 |
| 9.    | Adam                      | Henry Jackman | 1:28 |
| 10.   | Rescue Mission            | Henry Jackman | 1:15 |
| 11.   | Inauguration              | Henry Jackman | 1:52 |
| 12.   | All Slave to Something    | Henry Jackman | 2:49 |
| 13.   | Sans titre                | Henry Jackman | 0:45 |
| 14.   | Haunted by the Past       | Henry Jackman | 3:00 |
| 15.   | Battle at Gettysburg      | Henry Jackman | 0:49 |
| 16.   | Forging Silver            | Henry Jackman | 1:40 |
| 17.   | 80 Miles                  | Henry Jackman | 1:52 |
| 18.   | The Burning Bridge        | Henry Jackman | 3:41 |
| 19.   | Not the Only Railroad     | Henry Jackman | 1:38 |
| 20.   | The Gettysburg Address    | Henry Jackman | 2:22 |
| 21.   | Late to the Theater       | Henry Jackman | 2:00 |
| 22.   | The Rampant Hunter        | Henry Jackman | 5:30 |
| 45:32 |                           |               |      |

## Promotion

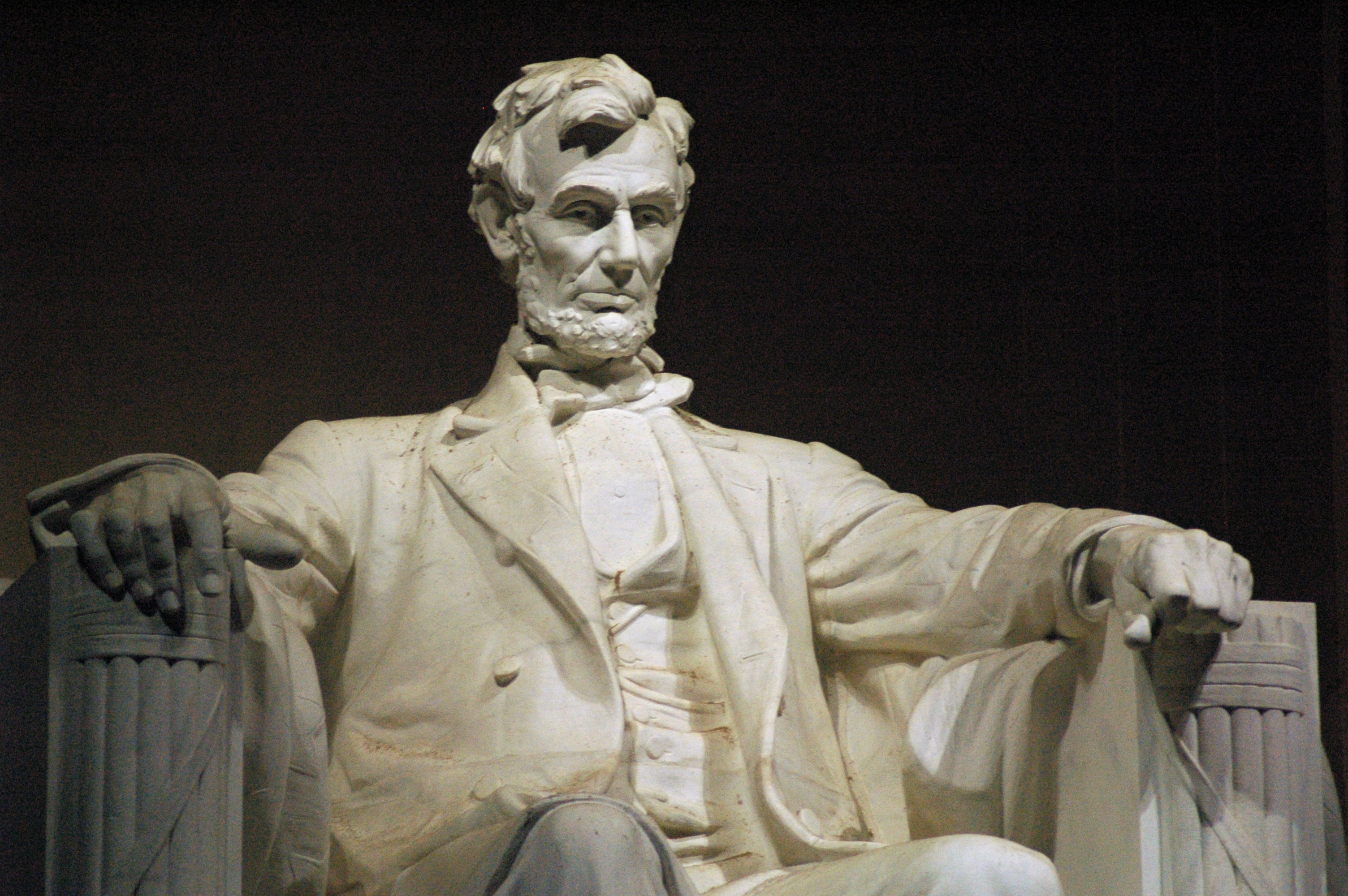
La statue de Daniel Chester French au Lincoln Memorial.

Le 15 décembre 2011, le site IGN révèle Abraham Lincoln, installé au fauteuil, visage caché et hache à la main, dans deux différentes affiches, dont l'une en plein jour dans sa suite présidentielle et l'autre en pleine nuit dans un forêt. Cette première affiche est remplacée par une seconde, dévoilée en janvier 2012, démontrant une force absolue : le seizième président des États-Unis en chair et en os se trouve assis sur l'œuvre de Daniel Chester French, la fameuse statue colossale au Lincoln Memorial à Washington, avec au-dessus de ce personnage un slogan « President by day. Hunter by night » (Président en plein jour. Chasseur en pleine nuit.).
Finalement, au début de février de la même année, de nouvelles photos se manifestent au fur et à mesure sur les webzines du cinéma ainsi que le premier teaser de vingt secondes tout d'abord diffusé sur la chaîne américaine CBS, lors d'un interview avec Benjamin Walker dans le reportage sur la commémoration de la naissance d’Abraham Lincoln, avant de le lancer sur le Time.com.

## Accueil

### Sorties
Abraham Lincoln, chasseur de vampires sort d'abord en Europe de l'Est, précisément en Russie, en Biélorussie et au Kazakhstan, de même qu'en Australie, le 21 juin 2012 avant l'Amérique du Nord, au Canada et aux États-Unis, prévu le 22 juin 2012.
Quant à l'Europe de l'Ouest francophone, il est projeté le 11 juillet 2012 en Belgique et le 8 août 2012 en France.

### Critiques
Aux États-Unis, les critiques sont plutôt mauvaises. Rotten Tomatoes rapporte un score d'approbation de 34 %, basé sur 190 avis, avec un score moyen de 4,9 / 10. Le film a obtenu un score de 42 sur 100 sur Metacritic, basé sur 35 critiques.
En France les critiques sont aussi partagées. Le film obtient une note de 2,3 / 5 basée sur 17 titres de presse.
Le Monde écrit dans une critique, positivement notée, que ce film « est voué à être rangé dans la case ignominieuse du spectacle pur, abrutissant et gratuit. Cependant, si le conte n'a rien à dire de subtil sur le monde, il est au cœur d'un phénomène aussi passionnant qu'important pour qui s'intéresse à la civilisation américaine : il apporte un membre de plus au panthéon des super-héros. Comme eux, Lincoln naît d'une aspiration universelle au pouvoir absolu porté par l'absolue justice. Comme les plus intéressants d'entre eux, il est archange et mendiant, enchaîné d'un bras à l'élite, de l'autre au peuple. Invraisemblable alliance, invraisemblable rêve, brodé d'un fil à l'autre sur les plus vrais désirs. ».
En revanche, sur une critique négative à propos des effets spéciaux, Le Journal du dimanche rapporte qu'« on reste perplexe devant la pauvreté des effets spéciaux et le manque de charisme de l'acteur principal ».
Mad Movies écrit : « Incapable de comprendre les besoins de son postulat, cette production Tim Burton embarrasse plus qu'elle n'emporte... »
Pour Filmactu, « Le scénario indigeste, fruit d'un mélange des genres bancal, se fait rapidement excuser par les virtuoses scènes d'action et de baston quasi cultes ! »

### Box-office
Abraham Lincoln, chasseur de vampires, aux États-Unis, a cessé sa diffusion le 4 septembre 2012 et a récolté 37 498 906 de dollars, soit 38,3 % de revenus. À l'étranger, le film a rapporté 60 348 265 dollars, soit 61,7 %.
En France, il a seulement attiré 433 483 spectateurs en quatre semaines.